# درديستان

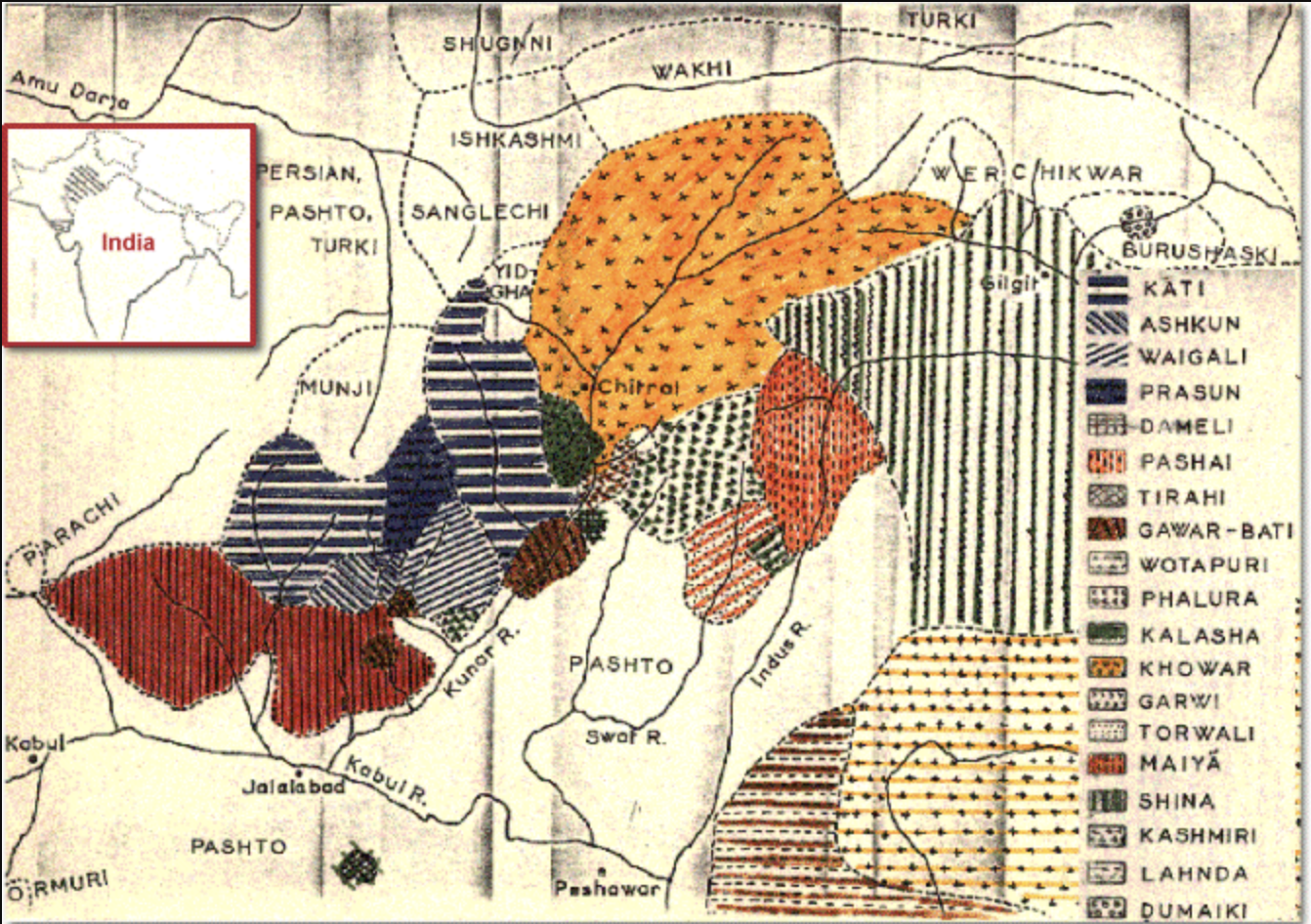
اللغات الداردية لجورج مورجنستيرن
(ملاحظة: اللغات النورستانية مثل كامكاتا-فاري (كاتي)، كالاشا-الا (وايجالي)، وما إلى ذلك، منفصلة الآن)

تشير كلمة درديستان إلى منطقة لغوية يتحدث فيها السكان اللغات الداردية . المصطلحان "دارديك" و"داردستان" ليسا من المصطلحات الأصلية في المنطقة، بل صاغهما غوتليب فيلهلم لايتنر . لقد تم التشكيك في شرعية هذا المصطلح. وتضم المنطقة أيضًا عددًا من الشعوب واللغات غير الداردية.

## تاريخه
نجحت الجهود البريطانية الأولية في تجميع كل شعوب ولغات منطقة نهر السند العليا، الواقعة بين مناطق كشمير وكابول، في مجموعة واحدة. وقد أدى هذا إلى إنشاء هويات مجتمعية مميزة لجميع المجموعات الأخرى في المنطقة، مما أدى إلى ظهور مصطلحات مثل دارد، وداردستان، ودارديك .
لا أحد من سكان المنطقة يعرّف نفسه على أنه داردي، أو وطنه هو داردستان، أو لغته هي الداردية. لا يتم التعرف على مصطلح "درد" في أي من اللغات المحلية، باستثناء لغة الكهوار، حيث يُترجم إلى "طريقة اللغة" أو "اللهجة". وقد انتقد العديد من العلماء الاستخدام الواسع لهذا المصطلح. غالبًا ما يُشار إلى اللغات والشعوب باسم "الكوهستانيين"، وخاصة من قبل البشتون . ومع ذلك في السياقات اللغوية الأكاديمية، يشير الكوهستاني إلى مجموعة فرعية من اللغات الداردية التي يتم التحدث بها بشكل رئيسي في منطقة كوهستان في خيبر بختونخوا.

## روابط خارجية
- داردستان على موسوعة بريتانيكا
- درديستان على إيرانيكا اون ليان